# Раквиц
Раквиц (њем. Rackwitz) општина је у њемачкој савезној држави Саксонија. Једно је од 36 општинских средишта округа Сјеверна Саксонија. Према процјени из 2010. у општини је живјело 5.157 становника. Посједује регионалну шифру (AGS) 14730250.

## Географски и демографски подаци
Раквиц се налази у савезној држави Саксонија у округу Сјеверна Саксонија. Општина се налази на надморској висини од 129 метара. Површина општине износи 39,5 km². У самом мјесту је, према процјени из 2010. године, живјело 5.157 становника. Просјечна густина становништва износи 131 становника/km².